# Eutiquides

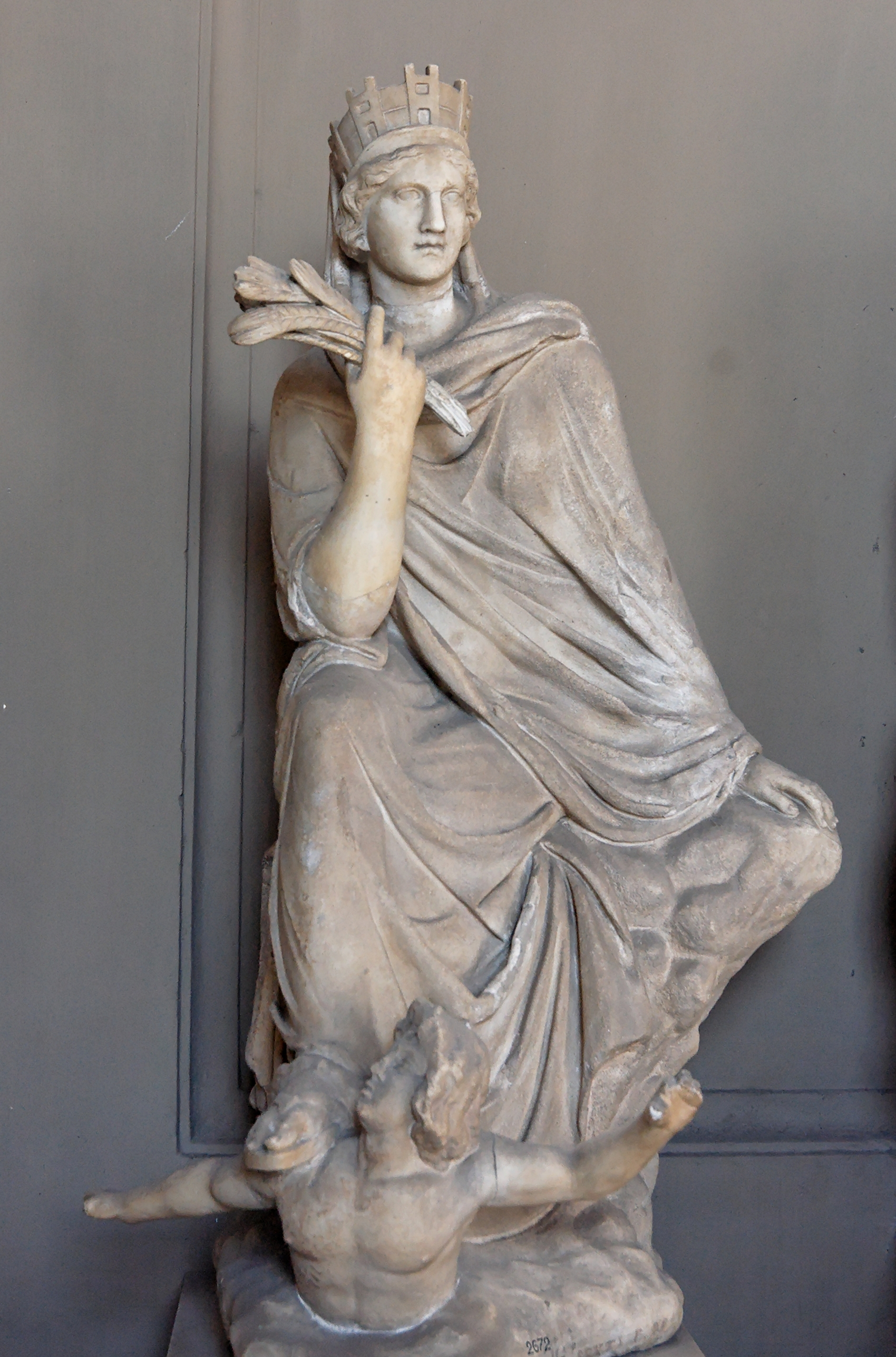
Cópia romana da Tique de Eutiquides

Eutiquides (Εὐτυχίδης) foi um escultor de Sicião, na Grécia, ativo no final do século IV a.C. Foi discípulo de Lísipo. É lembrado por sua estátua de Tique (sorte) elaborada para a cidade de Antioquia, recém-fundada. O modelo criado pelo artista para representação da deusa, sentada sobre uma rocha, coroada por torres e tendo aos pés a personificação do rio Orontes, foi mais tarde copiado pela maioria das outras cidades gregas fundadas desde então.